# كلير رانكين
كلير رانكين هي ممثلة كندية، ولدت في 23 يناير 1971 بجزيرة الأمير إدوارد في كندا.

## أعمال

### أفلام
- (2002) جون كيو[4]
- (2017) لعبة مولي

### مسلسلات
- موردر
- ذا منتاليست
- كوانتيكو
- هاوس

## وصلات خارجية
- كلير رانكين على موقع IMDb (الإنجليزية)
- كلير رانكين على موقع ألو سيني (الفرنسية)
- كلير رانكين على موقع أول موفي (الإنجليزية)
- كلير رانكين على موقع قاعدة بيانات الأفلام السويدية (السويدية)
- كلير رانكين على موقع قاعدة بيانات الفيلم (الإنجليزية)
- كلير رانكين على موقع كينوبويسك (الروسية)